# برترام تريسي كلايتون
برترام تريسي كلايتون (بالإنجليزية: Bertram Tracy Clayton)‏ هو سياسي أمريكي، ولد في 19 أكتوبر 1862 في كلايتون في الولايات المتحدة، وتوفي في 30 مايو 1918 في فرنسا. حزبياً، نشط في الحزب الديمقراطي. وقد انتخب عضو مجلس النواب الأمريكي.